# 所沢市立南小学校
所沢市立南小学校（ところざわしりつ みなみしょうがっこう）は、埼玉県所沢市南住吉にある公立小学校。

## 歴史
- 1874年（明治7年）4月 - 荒幡村の民家、久米村の民家、北秋津村の洋風校舎で児童の教育を始める。
- 1886年（明治19年） - 荒幡学校は、山口、上山口、勝楽寺、荒幡の四ケ村狭山小学校となる。山口の粕谷佐七を仮校舎とする。
- 1889年（明治22年） - 荒幡、久米、北秋津の三町組合立となる。
- 1891年（明治24年）5月 - 三村合併して吾妻村となる。三校を合併して吾妻尋常小学校と称して大字久米永源寺を仮校舎とする。
- 1894年（明治27年） - 明治24年設立の校舎を分離し、大字久米田島に西吾妻小学校、大字久米字吉原に東吾妻小学校をそれぞれ設置する。
- 1900年（明治33年） - 東、西吾妻小学校を廃し、新たに大字久米字東に吾妻尋常小学校を新築する。
- 1909年（明治42年） - 義務教育延長に伴い校舎の増築、尋常五、六年生を置き五学級編制。
- 1922年（大正11年） - 1911年度増築校舎の移転、校地の拡張完成する。
- 1941年（昭和16年）4月 - 勅令第148号（国民学校令）により埼玉県入間郡吾妻村吾妻国民学校と改称。
- 1943年（昭和18年）4月 - 町村合併により埼玉県入間郡吾妻村吾妻国民学校を埼玉県入間郡所沢町吾妻国民学校と改称する。
- 1947年（昭和22年）4月 - 法律第26号（学校教育法）により校名を埼玉県入間郡所沢町吾妻小学校と改称。
- 1950年（昭和25年）11月 - 市制施行により校名を埼玉県所沢市立吾妻小学校と改称。
- 1953年（昭和28年）
  - 8月 - 所沢市大字久米740番地（現在地）に校舎を新築して、校名を「所沢市立南小学校」と改称する。同時に、所沢市立吾妻小学校を廃する。
  - 11月20日 - 落成式を挙行し、同日を開校記念日と定める。
- 1958年（昭和33年）4月 - 学校給食を開始。
- 1972年（昭和47年）7月 - 学校用プール竣工。体育館も竣工。
- 1975年（昭和50年）3月 - 開校100周年記念岩石園造成。
- 1979年（昭和54年）3月 - 防音校舎管理棟（南校舎）竣工。
- 1982年（昭和57年）9月 - 校庭のダスト舗装工事。
- 1983年（昭和58年）11月 - 校名改称30周年記念祝賀式挙行。
- 1987年（昭和62年）3月 - プール機械室改装。
- 1989年（平成元年）3月 - 多目的室（和室）完成。
- 1993年（平成5年）3月 - 北校舎改修。
- 1994年（平成6年）8月 - 廊下、教室床改修。給食室改修。
- 1995年（平成7年）9月 - 親子ふれあい農園開設。
- 1996年（平成8年）
  - 8月 - 南校舎塗装。
  - 12月 - この月から翌年2月まで、中庭等改修。
- 1997年（平成9年）8月 - コンピュータ室完成。
- 1998年（平成10年）11月 - 防火用水槽設置。
- 1999年（平成11年）
  - 1月 - インターネット回線設置。
  - 3月 - 体育館壁面塗装。
- 2002年（平成14年）12月 - 給食調理室完成。
- 2004年（平成16年）11月 - 開校130周年記念式典祝賀会挙行。
- 2008年（平成20年）7月 - この月から9月にかけて、耐震補強工事、北校舎内壁面塗装、北校舎水道管交換工事。
- 2009年（平成21年）6月 - プール改修工事（プール水槽内及びプールサイド）。
- 2013年（平成25年）11月 - 校名改称60周年記念行事挙行。

### この節の出典
- 南小学校の歴史（学校ホームページ内）（一部記載分を除く）

## 教育方針
- 心豊かな子
  - 明るい子
  - 考える子
  - たくましい子

## 通学区域
通学地域は、所沢市の他に東京都東村山市の一部区域も含まれている。
- 所沢市
  - 東住吉（全域）
  - 西住吉（全域）
  - 南住吉（全域）
  - 松が丘（1丁目）
  - 久米（1番地 - 484番地、623番地 - 2323番地、2370番地 - 2472番地、2885番地 - 2896番地）
  - 北秋津（44番地2号、56番地2号・10号・12号、57番地、60番地2号、61番地、63番地、64番地 - 145番地、146番地1号・4号 - 6号・8号、149番地の丙、150番地、151番地3号・5号・6号、152番地3号・6号・8号、162番地 - 164番地、182番地 - 188番地、195番地1号・6号 - 9号、196番地 - 211番地、212番地1号、213番地1号・2号・6号・7号、214番地、215番地、216番地2号、217番地2号、1684番地1号）
- 東京都東村山市（区域外許可）
  - 久米川町（5丁目19番地の一部）

## 進学先中学校
- 所沢市立南陵中学校

## 学区の主な施設
- つばめ児童館
- 八国山

## 交通
- 西武バス「所18」・「所18-1」の各系統で、「東住吉」バス停下車後、徒歩約540m・約8分（最短ルート移動した場合）。
- 西武鉄道池袋線・新宿線所沢駅（南口）から、徒歩約760m・約12分（最短ルート移動した場合）。